# Drosophila albomicans
Drosophila albomicans är en tvåvingeart som först beskrevs av Oswald Duda 1924.

## Taxonomi och släktskap
Drosophila albomicans ingår i artgruppen Drosophila immigrans och artundergruppen Drosophila nasuta.

## Utbredning
Artens utbredningsområde är Taiwan, Nya Guinea och Ryukyuöarna.